# ماچئی زمباتی
ماچئی زمباتی (لهستانی: Maciej Zembaty؛ ‏ ۱۶ مهٔ ۱۹۴۴ – ۲۷ ژوئن ۲۰۱۱) هنرمند، خواننده، روزنامه‌نگار، شاعر، مترجم، صداپیشه، مجری و فیلم‌نامه‌نویس اهل لهستان بود. علیرغم اینکه او را یکی از هنرمندان کلاسیک کمدی سیاه لهستانی می‌دانند، اما شهرت او بیشتر به‌واسطهٔ ترجمه و محبوب ساختن ترانه‌ها و اشعار لئونارد کوهن است.
از فیلم‌ها یا مجموعه‌های تلویزیونی که وی در آن‌ها نقش داشته‌است، می‌توان به هفت آرزو اشاره نمود.